# Reinhard Pfundt
Reinhard Pfundt (* 1951 in Burgstädt) ist ein deutscher Komponist.

## Leben
Reinhard Pfundt erhielt 1967–1969 seinen ersten Kompositionsunterricht bei Paul Kurzbach in Chemnitz (damals Karl-Marx-Stadt). Von 1969 bis 1975 studierte er Komposition und Klavier an der Hochschule für Musik Leipzig, u. a. bei Wilhelm Weismann, Siegfried Thiele und Fritz Geißler. Danach war er Meisterschüler von Siegfried Matthus an der Berliner Akademie der Künste. Von 1987 bis 1992 war Pfundt Oberassistent und Dozent, seit 1992 war er Professor für Komposition und Tonsatz an der Hochschule für Musik und Theater „Felix Mendelssohn Bartholdy“ Leipzig. 2017 wurde er emeritiert.

## Preise
- 1978 Preis zu den DDR-Musiktagen für „Sonate für Viola sola“
- 1980 Hans-Stieber-Preis
- 1984 und 1986 Hanns-Eisler-Preis des Rundfunks der DDR für „Bartók-Reflexionen für Orchester“ und „Inventionen zu BACH für Streichorchester“

## Werke

### Orchester
- Bartók-Reflexionen;
- „De profundis“;
- Introduktion und Kanon;
- Inventionen zu BACH;
- Konzert für Flöte und Orchester;
- Konzert für Orchester;
- „Musique pour Sanssouci“

### Weitere Instrumentalmusik
- „Auf der Suche nach dem Gleichgewicht“ für Flöte, Violine und Klavier;
- Ballade für Violine und Harfe;
- Bläserquintett;
- Capriccio, Canto e Canone für Flöte und Klarinette;
- Drei Etüden für Klavier;
- Drei Stücke für Horn;
- Drei Stücke für Oboe und Bratsche;
- Drei Stücke für Oboe und Schlagzeug;
- Drei Stücke für Violine und Klavier;
- Fantasie über Luthers „Agnus Dei“ für Orgel;
- Fünf Klavierstücke;
- „In die Tiefe“, Collage für Sopranblockflöte, Violine, Violoncello, Kontrabass und Cembalo;
- Inventionen zu BACH für Klavier;
- Serenade für Flöte, Altflöte (oder Violine) und Violoncello;
- Sextett für Flöte, Klarinette, Fagott, Violine, Viola und Violoncello;
- Sonate für Viola sola;
- 2 Streichquartette;
- Suite für drei Flöteninstrumente;
- Trio für Flöte, Viola und Violoncello;
- Triosonate für Orgel;
- „Vertiefung in ein Thema von Bach“ für Flöte, zwei Violinen, Violoncello, Kontrabass und Cembalo;
- Vier Klavierstücke;
- Vier Monogramme für Altblockflöte

### Vokalmusik
- Fünf Lieder für Mezzosopran, Horn und Klavier (Eva Strittmatter);
- Neun Galgenlieder für gemischten Chor (Christian Morgenstern);
- Sieben Gesänge für Mezzosopran, Flöte und Harfe (Christian Morgenstern);
- Zwei Lieder für Singstimme und Klavier (Friedrich Hagedorn);
- Zwei Madrigale für gemischten Chor (Paul von der Aelst, Thibault)